# Лицин Менений Ланат
Лицин Менений Ланат или Луций Менений Ланат (лат. Licinus/Lucius Menenius Lanatus; V — IV века до н. э.) — римский политический деятель из патрицианского рода Менениев, военный трибун с консульской властью в 387, 380, 378 и 376 годах до н. э.
Лицин Менений четырежды становился членом трибунской коллегии, состоявшей из одних патрициев. О его деятельности в качестве трибуна источники ничего не сообщают.